# Kemendollár, Zala
Kemendollár  este un sat în districtul Zalaegerszeg, județul Zala, Ungaria, având o populație de 510 locuitori (2011). 

## Demografie
Componența etnică a satului Kemendollár
     Maghiari (99,35%)
     Necunoscut (0,65%)
     Alții (0,65%)
Componența confesională a satului Kemendollár
     Fără religie (4,51%)
     Luterani (1,76%)
     Necunoscută (93,73%)
Conform recensământului din 2011, satul Kemendollár avea 510 locuitori. Din punct de vedere etnic, majoritatea locuitorilor (99,35%) erau maghiari. Apartenența etnică nu este cunoscută în cazul a 0,65% din locuitori. Nu există o religie majoritară, locuitorii fiind persoane fără religie (4,51%) și luterani (1,76%). Pentru 93,73% din locuitori nu este cunoscută apartenența confesională.